# Tretodictyum schrammeni
Tretodictyum schrammeni är en svampdjursart som beskrevs av Isao Ijima 1927. Tretodictyum schrammeni ingår i släktet Tretodictyum och familjen Tretodictyidae.
Artens utbredningsområde är havet kring Indonesien. Inga underarter finns listade i Catalogue of Life.